# Карім Рекік
Карім Рекік (нід. Karim Rekik, нар. 2 грудня 1994, Гаага) — нідерландський футболіст, захисник еміратського клубу «Аль-Джазіра».
Виступав, зокрема, за клуби ПСВ та «Марсель», а також національну збірну Нідерландів.
Чемпіон Нідерландів. 

## Клубна кар'єра
Народився 2 грудня 1994 року в місті Гаага. Вихованець юнацьких команд футбольних клубів «Скевенінджен», «Феєнорд» та «Манчестер Сіті».
У дорослому футболі дебютував 2011 року виступами за команду «Манчестер Сіті».
З 2012 по 2013 рік грав у складах команд «Портсмут» та «Блекберн Роверз» на правах оренди.
Своєю грою за останню команду привернув увагу представників тренерського штабу клубу ПСВ, до складу якого приєднався 2013 року на правах оренди. Відіграв за команду з Ейндговена наступні два сезони своєї ігрової кар'єри. Більшість часу, проведеного у складі ПСВ, був основним гравцем захисту команди.
2015 року уклав 4-річний контракт з клубом «Марсель», у складі якого провів наступні два роки своєї кар'єри гравця. 
Протягом 2017—2020 років захищав кольори клубу «Герта».
До складу клубу «Севілья» приєднався 5 жовтня 2020 року. Станом на 8 лютого 2021 року відіграв за клуб з Севільї 3 матчі в національному чемпіонаті.

## Виступи за збірні
2009 року дебютував у складі юнацької збірної Нідерландів (U-16), загалом на юнацькому рівні взяв участь у 36 іграх, відзначившись 2 забитими голами.
Протягом 2014–2016 років залучався до складу молодіжної збірної Нідерландів. На молодіжному рівні зіграв у 15 офіційних матчах, забив 1 гол.
2014 року дебютував в офіційних матчах у складі національної збірної Нідерландів.
| Дата       | Місто     | Господарі  | Результат | Гості      | Турнір            | Голи | Примітки |
| ---------- | --------- | ---------- | --------- | ---------- | ----------------- | ---- | -------- |
| 5-3-2014   | Сен-Дені  | Франція    | 2 – 0     | Нідерланди | товариський матч  | -    | 52'      |
| 7-10-2017  | Борисов   | Білорусь   | 1 – 3     | Нідерланди | Відбір до ЧС 2018 | -    |          |
| 10-10-2017 | Амстердам | Нідерланди | 2 – 0     | Швеція     | Відбір до ЧС 2018 | -    |          |
| 9-11-2017  | Абердин   | Шотландія  | 0 – 1     | Нідерланди | товариський матч  | -    |          |
| Усього     |           | Матчів     | 4         |            | Голів             | 0    |          |

## Титули і досягнення
- Чемпіон Нідерландів (1):

ПСВ: 2014—2015
- Володар Ліги Європи (1):

«Севілья»: 2022-23
Збірні
- Чемпіон Європи (U-17): 2011